# 伯奇 (亞利桑那州)
伯奇（英語：Burch）是位於美國亞利桑那州希拉縣的一個非建制地區。該地的面積和人口皆未知。

## 地理
伯奇的座標為33°26′38″N 110°49′55″W / 33.44389°N 110.83194°W，而該地的平均海拔高度為977米（即3205英尺）。